# マトリーチェ
マトリーチェ（イタリア語: Matrice）は、イタリア共和国モリーゼ州カンポバッソ県にある、人口約1,100人の基礎自治体（コムーネ）。

## 地理

### 位置・広がり

#### 隣接コムーネ
隣接するコムーネは以下の通り。
- カンポバッソ
- カンポリエート
- カステッリーノ・デル・ビフェルノ
- モンタガーノ
- ペトレッラ・ティフェルニーナ
- リパリモザーニ
- サン・ジョヴァンニ・イン・ガルド